# 코고나다
코고나다(영어: kogonada)는 한국계 미국인 영화 감독이다. 감독 데뷔작 《콜럼버스》로 잘 알려졌다. 학자에서 영화 감독으로 변신하기 전에는 웨스 앤더슨, 오즈 야스지로, 스탠리 큐브릭 등을 포함한 유명 감독에 대한 비디오 에세이를 제작해서 영화계에 이름을 알렸다.
크라이테리언 컬렉션을 통해 베리만의 거울(Mirrors of Bergman), 히치콕의 눈(Eyes of Hitchcock), 브레송의 손(Hands of Bresson) 등 고전 영화 감독들의 작품에서 인상적인 장면을 편집한 비디오 에세이를 발표했다.
예명인 코고나다는 오즈 야스지로 감독의 각본가인 노다 코고의 변형이다.

## 작품 목록

### 영화
- 콜럼버스 (2017)
- 애프터 양 (2021)
- 어 빅 볼드 뷰티풀 저니 (미정)

### 텔레비전
- 파친코 (2022)